# Epidendrum chloe
Epidendrum chloe är en orkidéart som beskrevs av Heinrich Gustav Reichenbach. Epidendrum chloe ingår i släktet Epidendrum och familjen orkidéer. Inga underarter finns listade i Catalogue of Life.